# Вільнянський краєзнавчий музей
Вільнянський краєзнавчий музей зберігає предмети історії рідного краю від давніх часів до сьогодення. До 25 червня 2021 року мав статус районного краєзнавчого музею.

## Загальна характеристика
Станом на 1 січня 2025 року музейна колекція налічувала близько трьох тисяч предметів, із них основного фонду — 1193 одиниці.
Функціонує 7 експозиційних залів:
- заселення краю;
- початку XX століття;
- революційних подій 1917—1921 рр.;
- галерея Слави;
- зал Другої світової війни;
- виставковий зал.

Крім екскурсійної діяльності, музей проводить науково-популяризаторську роботу, організовує масові заходи, систематично влаштовує виставки, підготував добірку матеріалів по населених пунктах Вільнянського району для українського сектора Вікіпедії. Крім того, музей співпрацює з Українським інститутом національної пам'яті. Також музей займається пам'яткоохоронною діяльністю. На фасаді музею — пам'ятна дошка, присвячена Якову Новицькому — видатному історику, етнографу, музейному діячу, який певний час працював на території Вільнянського регіону.
Адреса: 70002, м. Вільнянськ, Запорізька область

## Історія
8 серпня 1968 року бюро Вільнянського райвиконкому народних депутатів ухвалило рішення № 323 про заснування музею. Розпочалась робота по збиранню матеріалів. Серед творців музею, які вели збиральницьку діяльність, оформляли експозицію, організовували культурно-масову роботу — І. Г. Воробйов, Т. І. Чайка, П. Я. Большеменник, М. А. Сіроштан, Б. С. Бут, В. П. Поставна, Д. П. Левченко, Л. І. Лобода, Б. Г. Билим, Т. В. Волокових. Керував плеядою громадських краєзнавців перший директор музею Микола Інокентійович Сибіряков (1895—1973) — людина непростої долі, великої енергії, самовідданий ентузіаст, учасник громадянської війни. За три роки актив музею зібрав більше як 2000 експонатів (оригінальних і науково-допоміжних), які стали основою побудови експозиції. Музей було відкрито 30 червня 1971 року у невеличкому будинку з 6 кімнат загальною площею 74 м². У 1973 році, коли М. І. Сибірякова не стало, послідовником його справи і продовжувачем розвитку музейної діяльності в районі став Іван Герасимович Воробйов (нар. у 1920 р.) — учасник Другої світової війни, офіцер-артилерист, підполковник у відставці. До виходу на пенсію він працював військовим комісаром району. У музеї працював до 2002 року І. Г. Воробйов — поет, краєзнавець, справжній патріот Вільнянщини. 
У 1985 році для музею було відведено нове приміщення, де він знаходиться і зараз — колишню будівлю районного відділу народної освіти за адресою: вул. Соборна, 41. Загальна площа будівлі — 240 м².
З 2002 року музеєм керує Т. Р. Гриценко.

## Галерея експонатів

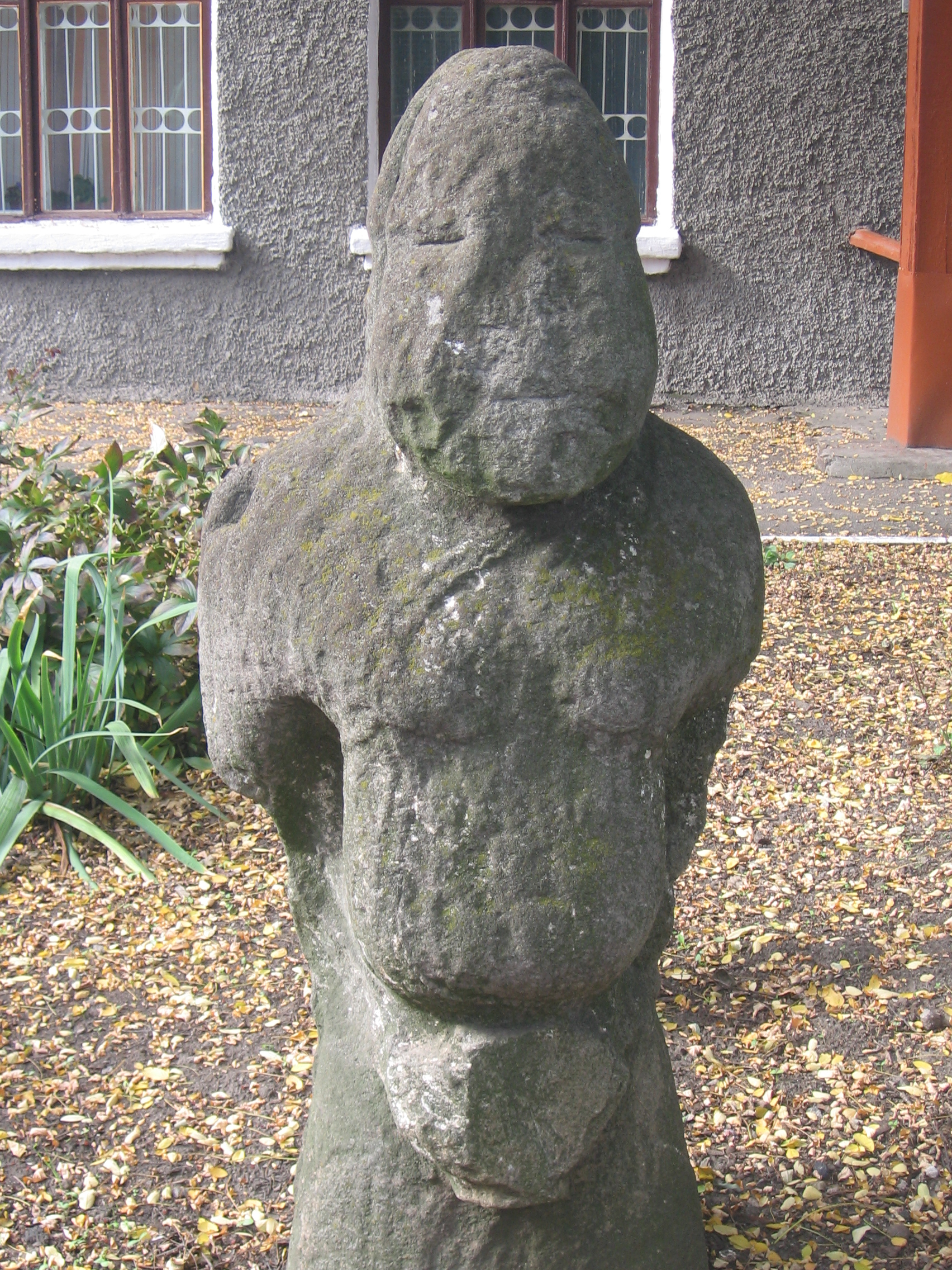
Старовинна «баба» на території музею
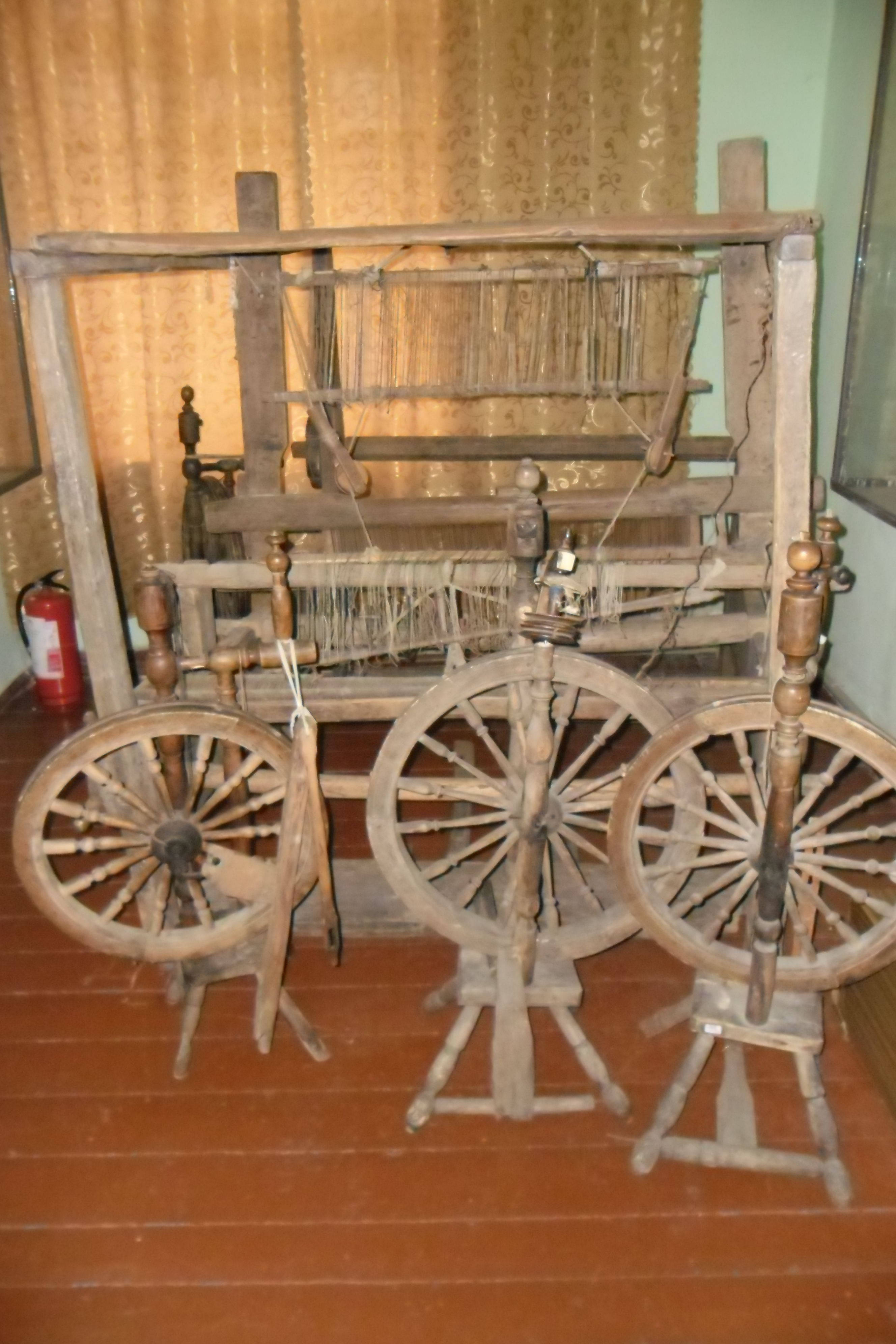
Ткацький верстат
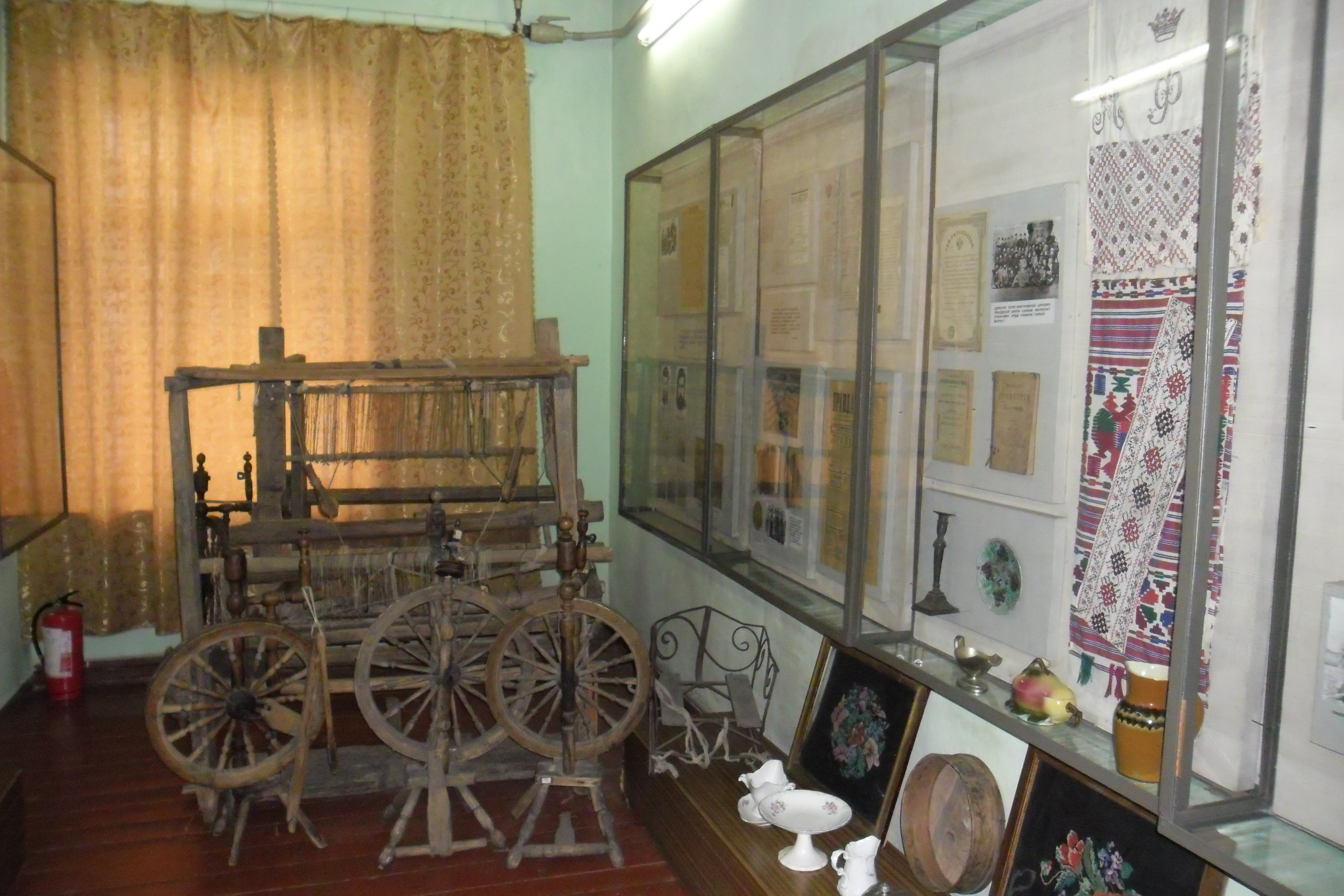
Зал традиційного українського побуту
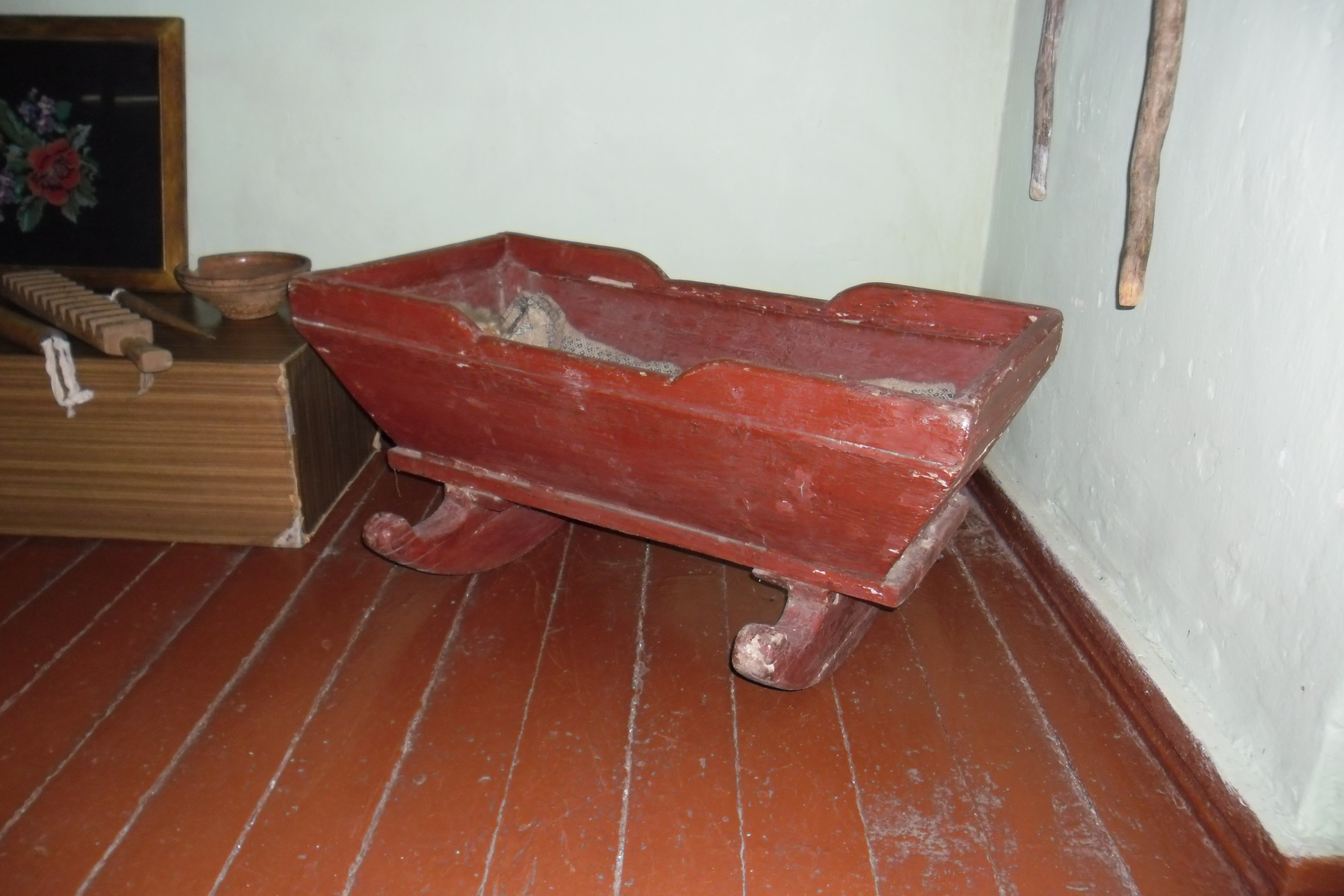
Колиска
Пам'ятна дошка на Вільнянському музеї краєзнавцю Якову Новицькому